# Marko Orešković
Marko Orešković - Krntija (Široka Kula, kraj Gospića, 3. travnja 1895. — Veliko Očijevo, 20. listopada 1941.), bio je sudionik Prvoga svjetskog rata, Španjolskoga građanskog rata i Narodnooslobodilačke borbe i narodni heroj Jugoslavije.

## Životopis
Marko Orešković rođen je 3. travnja 1895. godine u selu Široka Kula, kraj Gospića. U proljeće 1912. godine otišao je, zajedno sa skupinom seljana, na rad u Njemačku. Nakon početka Prvoga svjetskog rata 1914. godine vratio se u Liku i sljedeće godine bio mobiliziran u Austrougarsku vojsku. Isprva je obavljao službu u Otočcu, a zatim je bio premješten u mornaricu u Puli, gdje je radio kao ložač na bojnom brod „Szent Istvan“. Kao protivnik Austro-Ugarske Monarhije i pristalica ujedinjenja svih južnoslavenskih naroda, često je dolazio u sukob s nadređenima. Raspad Monarhije zatekao ga je u rodnom selu, gdje je došao zbog smrti majke.
U novostvorenoj Kraljevini SHS ponovno je stupio u mornaricu, ali je na brodu „Dunav“ brzo došao u sukob sa zapovjednikom broda. Poslije zatvora, otišao je u pilotsku školu gdje je poslije dvije godine provedene u školi, odnosno šest u vojsci, demobiliziran kao pričuvni podčasnik. Poslije jednogodišnjeg rada u raznim mjestima Makedonije i Kosova, 1926. godine došao je u Beograd, gdje se učlanio u sindikat. Izvjesno vrijeme je radio kao taksist, a zatim se zaposlio u Ministarstvu građevina, kao osobni ministrov vozač.
Godine 1927., bio je primljen u članstvo Komunističke partije Jugoslavije. Zbog revolucionarno-političkoga rada među radnicima, brzo je došao u sukob s policijom. U kolovozu 1929. godine, bio je uhićen, a Sud za zaštitu države osudio ga je na pet godina zatvora koje je izdržavao u Srijemskoj Mitrovici i Lepoglavi.
Poslije izdržane zatvorske kazne, protjeran je u rodno selo, ali je otišao u Sloveniju, gdje je opet bio uhićen. Poslije zatvora u Ljubljani i Mariboru, ponovno je protjeran u rodno selo, ali je umjesto toga otišao u Zagreb, gdje je nastavio politički rad. Godine 1936. ilegalno je otišao, preko Austrije, Švicarske i Francuske u Španjolsku, gdje je isprva bio mitraljezac u Drugoj bojni 129. internacionalne brigade, a zatim vodnik i partijski rukovoditelj bojne „Đuro Đaković“. Poslije povratka u Kraljevinu Jugoslaviju, 1939. godine, uhitila ga je zagrebačka policija. Poslije nekoliko mjeseci provedenih u zatvoru pušten je, poslije štrajka glađu.
Na Prvoj konferenciji Komunističke partije Hrvatske 1940. godine, bio je izabran za člana Centralnog komiteta KP Hrvatske. Policija ga je ponovno uhitila i zatvorila u Lepoglavu, ali je on uspio pobjeći iz zatvora, nakon čega je prešao u ilegalu. U listopadu 1940. godine, sudjelovao je u radu Pete zemaljske konferencije KPJ i na njoj je bio izabran za člana Centralnog komiteta KPJ.
6. travnja 1941. počeo je Travanjski rat, koji je doveo do okupacije Kraljevine Jugoslavije i formiranja Nezavisne Države Hrvatske. Do odlaska u Liku, Orešković je sudjelovao u radu CK KPH u Zagrebu. Poslije njemačke invazije na Sovjetski Savez, 13. srpnja 1941. CK KPJ je poslao Oreškovića u Liku da pomogne u organizaciji oružanog ustanka. 27. srpnja počeo je ustanak lokalnog srpskoga stanovništva, koje je bilo terorizirano od ustaškog režima, na području istočne i jugoistočne Like, sjeverne Dalmacije i jugozapadne Bosne, čije je središte bilo u Drvaru.  Marko Orešković, Hrvat po ocu i majci, koji je sa svojim ratnim iskustvom uskoro postao jedan od najpopularnijih zapovjednika, imao je veliko poštovanje među srpskim stanovništvom, koje mu je spjevalo stihove: „Drug je Marko hrvatskoga roda, al' je majka srpskoga naroda“ i „Da ne bi druga Marka, još bi mnoga, zakukala majka“.
Međutim, ustanici su se uskoro podijelili oko pitanja bi li se trebalo boriti samo protiv Nezavisne Države Hravtske ili protiv svih snaga Sila Osovine, uključujući i talijanske fašiste, koji su Srbima ponudili zaštitu od ustaških zločina. Ova frakcija, koja će kasnije biti poznata kao četnici, suprotstavila se Oreškoviću, koji je radio na tome da ustanak prijeđe međuetničke granice. 
U listopadu 1941. godine, Orešković je bio postavljen je za političkog komesara Grupe Narodnooslobodilačkih partizanskih odreda za Liku, a istog mjeseca i za prvog političkog komesara Glavnog štaba NOP odreda Hrvatske.

### Uputstvo o partizanskim odredima
Početkom rujna 1941., Orešković je kod Korenice napisao uputstvo o organizaciji partizanskih odreda. U uputstvu je tražio reorganizaciju vojnih jedinica, ali i kritizirao zločine koji su se dogodili tijekom Ustanka u Srbu.
»Navešćemo nekoliko slučajeva, koji su nam se gorko osvetili usljed nedostatka discipline. Paljenje Boričevca, ne samo što je to ogromna materijalna šteta, već se slobodno može reći da je još veća moralna. Zar bi se Kulen Vakuf toliko držao da se u njemu narod nije plašio iste sudbine Boričevca, a to su nam i sami poručili. Glamoč koji je bio očišćen od ustaša, i umjesto da se neprijatelj progoni do unštenja, naši partizani su zasjeli u zauzeti Glamoč i udarili u pijanku, što je neprijatelju omogućilo da se sabere i prikupi snage i bez ikakve muke istjera naše partizane iz Glamoča.«
»Uzmimo slučaj sa Čorcima. Hrvatski seljaci dobrovoljno su odložili i predali oružje partizanima i bratski ih dočekali očekujući bratsko razumijevanje sa strane naših partizana, no, međutim, našli su se neki neodgovorni elementi u našim redovima, koji su naknadno zašli kroz selo i revolverima terorisali mirne seljake i žene, što je svakako, usljed opasnosti po život, natjeralo stanovništvo da napusti selo i pobjegne u šumu tražeći ponovo oružje od ustaša da bi branilo goli život. Bilo je i takvih slučajeva, da čak neki elementi iz naše sredine vrše nasilje nad ženama, a bilo je slučajeva gdje su klane žene, djeca i sve što se zateklo u kući. Nije potrebno da obrazlažemo kakve su posljedice ovakvog rada. U ovom slučaju mi se ni po čem ne razlikujemo od ustaške horde, iako smo se digli na oružje da izvojujemo častan i slobodan život za sve poštene Srbe, Hrvate, Slovence, muslimane itd.«
»(...) Jednom riječju, ako mi ne stvorimo disciplinu (samosvjesnu i dobrovoljnu disciplinu), postoji opasnost da se naša borba pretvori u najodvratnije nasilje i pljačku, i nešto što od nas niko ne žali, tj. da mi nastavimo posao najmržeg neprijatelja — ustaša.«

### Pogibija
- Po službenoj verziji, ubili su ga četnički elementi u Narodnooslobodilačkom pokretu i bacili u jamu, 20. listopada 1941. godine u selu Veliko Očijevo, prilikom njegovog povratka iz Drvara u Liku. Krajem osamdesetih godina, javila se još jedna verzija Oreškovićeve smrti, koja dovodi u vezu i njegovo navodno protivljenje prema službenoj politici KP Hrvatske.
- General Gojko Polovina, zapovjednik Šeste ličke divizije koji se borio zajedno s Oreškovićem, dao je svoj alternativni opis, Markove pogibije, u časopisu Studentu, a također i u svojoj knjizi Svedočenje: prva godina ustanka u Lici i imenovao je dvojicu partizana[Treba navesti imena.] koji su navodno ubili Oreškovića u selu Velikom Očijevu. Sam Polovina je, po vlastitom svjedočenju, znao da je zapovijedao partizanskim postrojbama koje su se ponašale više kao četnici nego kao partizani, rekavši da su se one sastojale samo od Srba i da su vršile odmazde nad hrvatskim stanovništvom.
- Po povjesničaru Ivi Bancu Marka Oreškovića ubili su Srđan Rodić, Dušan Jovičić i Jovica Šipka, članovi KPJ ćelije u Očijevu.[4]

## Nasljeđe
- Mjesec dana nakon pogibije, prvi partizanska bojna formirana u Hrvatskoj dobila je naziv Bataljun „Marko Orešković“, a njegovo ime nosila je i Prva lička proleterska udarna brigada Šeste ličke divizije. Za narodnog heroja Jugoslavije proglašen je 26. srpnja 1945. godine.
- Poslije rata, Marko Orešković postao je jedna od ikona Narodnooslobodilačke borbe. Njegovo ime nosile su mnoge ulice i trgovi, škole, vojarne i druge državne institucije. Selo Tomislavci kraj Bačke Topole, poslije dolaska kolonista iz Like, 1946. godine, promijenilo je naziv u Oreškovićevo i nosilo ga sve do 2003. godine. Ulica Vojvode Anđelka na Zvezdari u Beogradu nosila je to ime od 1903. do 1946. godine kada je preimenovana u ulicu Marka Oreškovića.